# Đỗ Thị Hải Yến
Đỗ Thị Hải Yến (* 30. Dezember 1982 in der Provinz Bắc Ninh) ist eine vietnamesische Schauspielerin und Filmproduzentin.

## Leben und Karriere
Hải Yến wurde am 30. Dezember 1982 in der nordvietnamesischen Provinz Bắc Ninh geboren, wuchs aber in der angrenzenden Hauptstadt Hanoi auf, wo sie ab ihrem neunten bzw. zehnten Lebensjahr die dortige Ballettschule über einen Zeitraum von sieben Jahren besuchte. Im Alter von 17 Jahren wurde sie von Regisseur Trần Anh Hùng entdeckt und eingeladen, in dessen Filmproduktion Ein Sommer in Hanoi mitzuwirken. Im 2000 veröffentlichten Film trat sie neben Schauspielern wie Trần Nữ Yên Khê oder Nguyễn Như Quỳnh, die beide bereits für Trần Anh Hùng vor der Kamera standen, in Erscheinung. Außerdem lernte sie bei dieser Produktion auch ihren späteren Ehemann Ngô Quang Hải kennen. Im gleichen Jahr wirkte sie auch in Vũ khúc con cò, einer singapurischen Produktion des Vietnamesen Nguyễn Phan Quang Bình und des Singapurers Jonathan Foo, in der Rolle der Hoai mit. Der Film wurde in weiterer Folge unter anderem beim Milano Film Festival als „Best Feature Film“ (Bester Spielfilm) ausgezeichnet und 2003 beim Festival du Film de Paris für einen „Grand Prix“ nominiert. Im Jahre 2002 wurde Hải Yến zur führenden und gegenwärtig (2015) erfolgreichsten Schauspielerin ihres Landes, als sie von über 2.000 Bewerberinnen in die weibliche Hauptrolle neben Sir Michael Caine und Brendan Fraser in Der stille Amerikaner gecastet wurde. Dies war zugleich auch das erste Mal in der vietnamesischen Geschichte, dass eine vietnamesische Schauspielerin für einen englischsprachigen Charakter in einem Hollywood-Film engagiert wurde. Der unter der Regie von Phillip Noyce gedrehte Film, in dem sie die Rolle der Phuong innehatte, wurde auf diversen Filmfestivals gezeigt, mehrfach nominiert und ausgezeichnet und bei der Verleihung der Oscars 2003 sogar für einen Oscar in der Kategorie „Bester Hauptdarsteller“ (für Michael Caine) nominiert. Hải Yến selbst wurde unter anderem bei den Satellite Awards 2002 für einen Satellite Award in der Kategorie „Beste Nebendarstellerin (Drama)“ nominiert. In der deutschsprachigen Fassung des Films wurde ihr Charakter von der ebenfalls vietnamesischstämmigen Minh-Khai Phan-Thi gesprochen.
2005 übernahm sie in Chuyện của Pao, ihrem ersten rein vietnamesischen Film, der zudem noch von ihrem Ehemann Ngô Quang Hải, der sein Spielfilmdebüt gab, produziert wurde, die Haupt- und Titelrolle der Pao. Im mehrfach ausgezeichneten Film, der als Vietnams Vertreter bei der Nominierung zum „Oscar für den besten fremdsprachigen Film“ eingereicht, jedoch nicht nominiert wurde, spielt sie eine junge Hmong auf der Suche nach ihrer Mutter. Für dieses Engagement wurde sie weiter Folge mit einem von der Vietnam Cinematography Association vergebenen Golden Kite in der Kategorie „Beste Hauptdarstellerin“ ausgezeichnet (2006) und erhielt 2007 beim Vietnam Film Festival eine Goldene Lotus als „Beste Hauptdarstellerin“. Beim Busan International Film Festival 2006 wurde sie beim „Curtain Call“ als eine der besten asiatischen Schauspielerinnen der Gegenwart erwähnt. Bei dieser Produktion trat sie jedoch nicht nur als Schauspielerin in Erscheinung, sondern war als Filmproduzentin vor allem für die Finanzierung, sowie die Verbreitung und den Verleih des Films zuständig. 2008 war Hải Yến in der vietnamesisch-französischen Co-Produktion Chơi vơi in der Rolle der Duyên neben Nguyễn Duy Khoa, Linh Dan Pham und Johnny Trí Nguyễn zu sehen. Bei den Internationalen Filmfestspielen von Venedig 2009 wurde der Film unter anderem von der italienischen Filmkritikervereinigung als „Bester Film“ ausgezeichnet. Des Weiteren war der Film von Regisseur Bùi Thạc Chuyên die zweite vietnamesische Produktion seit dem Jahre 2000, die bei den Internationalen Filmfestspielen von Cannes 2009 einen Preis gewann; damals wurde ebenfalls Bùi Thạc Chuyên für seinen Film Cuôc xe dêm ausgezeichnet. Der auf diversen Festivals präsentierte Film Chơi vơi erhielt weitere Nominierungen und Auszeichnungen und galt als einer der besten Filme des vietnamesischen Filmjahres 2008 bzw. 2009.
Im Jahre 2010 ging Hải Yến abermals eine Zusammenarbeit mit Regisseur Nguyễn Phan Quang Bình ein, diesmal in dessen Film Cánh đồng bất tận, einer weiteren Romanverfilmung nach Vorlage von Nguyễn Ngọc Tưs gleichnamigen Werk aus dem Jahre 2006. An der Seite von Dustin Nguyen und der etwas jüngeren Tăng Thanh Hà spielte sie die attraktive Prostituierte Suong. Wie bereits die Filme, an denen sie zuvor beteiligt war, wurde auch Cánh đồng bất tận auf diversen Filmfestivals gezeigt und konnte diverse Nominierungen und Auszeichnungen entgegennehmen. Beim Vietnamese International Film Festival, einem weiteren bedeutenden vietnamesischen Filmfestival neben dem bereits erwähnten Vietnam Film Festival, wurde Hải Yến noch im selben Jahr als „Beste Hauptdarstellerin“ ausgezeichnet; Dustin Nguyen bekam den Preis als „Bester Hauptdarsteller“. In den nachfolgenden Jahren wurde es weitgehend ruhig um die Schauspielerin, die erst wieder im Jahre 2015 in einer namhaften Filmproduktion vertreten war. In Phan Đăng Dis Unsere sonnigen Tage, der am 13. Februar 2015 bei den 65. Berliner Filmfestspielen seine Premiere feierte, mimt sie die Bartänzerin Van und hat damit abermals eine Rolle in einem zum Teil sexuell aufgeladenen Film.
Im Laufe ihrer bisherigen Karriere war Hải Yến bereits mehrfach Jurymitglied bei diversen internationalen Filmfestivals. So war sie unter anderem als Mitglied der internationalen Jury der „EurAsia“-Wertung beim Tallinn Black Nights Film Festival und ebenfalls als Mitglied der internationalen Jury beim Pacific Meridian Film Festival in Wladiwostok zu Gast. Des Weiteren war sie bereits Jurymitglied bei der Verleihung der Golden Kites der Vietnam Cinematography Association. Außerdem ist Hải Yến vietnamesische Botschafterin und Repräsentantin diverser exklusiver internationaler Marken wie Louis Vuitton, Motorola oder Escada.

## Filmografie
- 2000: Ein Sommer in Hanoi (Mùa hè chiều thẳng đứng)
- 2002: Vũ khúc con cò
- 2002: Der stille Amerikaner (The Quiet American)
- 2006: Chuyện của Pao (Story of Pao)
- 2009: Chơi vơi (Adrift)
- 2010: Cánh đồng bất tận (The Floating Lives)
- 2015: Unsere sonnigen Tage (Cha và con và...)